# Clichy-sous-Bois
Clichy-sous-Bois là một xã trong vùng đô thị Paris, thuộc tỉnh Seine-Saint-Denis, vùng hành chính Île-de-France của nước Pháp, có dân số là 28.288 người (thời điểm 1999). Tọa độ địa lý của xã là 48° 54' vĩ độ bắc, 02° 32' kinh độ đông. Clichy-sous-Bois nằm trên độ cao trung bình là 98 mét trên mực nước biển, có điểm thấp nhất là 66 mét và điểm cao nhất là 121 mét.

## Thông tin nhân khẩu
| 1946  | 1954  | 1962   | 1968   | 1975   | 1982   | 1990   | 1999   |
| ----- | ----- | ------ | ------ | ------ | ------ | ------ | ------ |
| 3 573 | 5 105 | 11 606 | 16 357 | 22 422 | 24 654 | 28 180 | 28 288 |